# Манга-кафе
Манга-кафе (яп. 漫画喫茶, マンガ喫茶 манга кисса (manga kissa),  от киссатэн, что значит «кафе») — кафе в Японии, где можно почитать мангу — японские комиксы. Посетитель платит за время пребывания, то есть примерно от 300 до 500 иен за час. В большинстве случаев также предоставляется доступ в Интернет, как в Интернет-кафе (яп. ネットカフェ нэтто кафэ), — и наоборот, в Интернет-кафе часто стоят книжные полки с мангой, поэтому в Японии эти два понятия взаимозаменяемы.

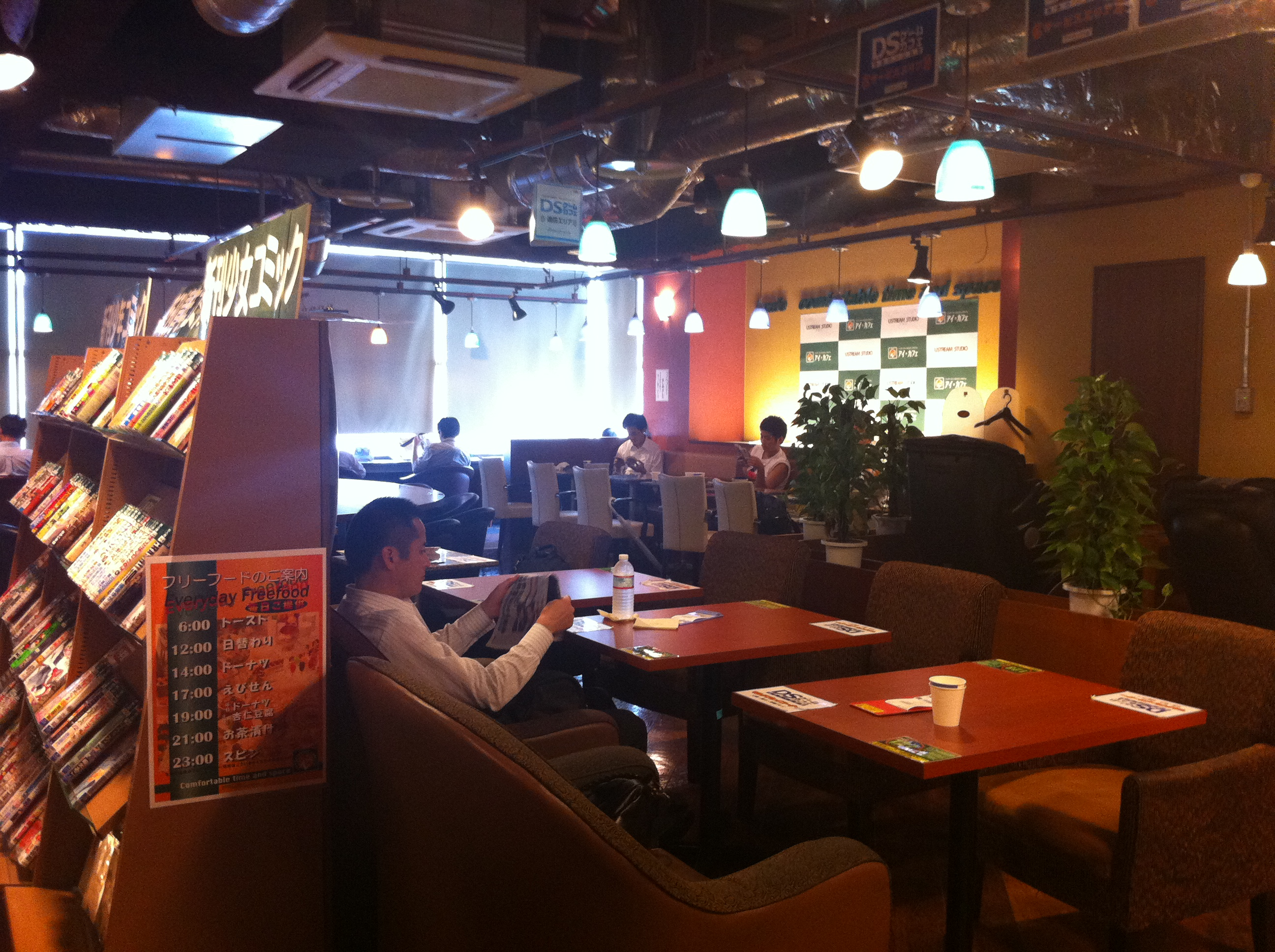
Манга-кафе

Кроме того, дополнительные услуги включают видеоигры, дешевые закуски, DVD-проигрыватель и многое другое. Некоторые заведения GeraGera, крупной сети манга-кафе, оборудованы душевой кабиной и детской комнатой, где родители оставляют детей, пока читают мангу. Туда не запрещено приносить собственную еду и напитки.

## Услуги
Список услуг, которые предоставляются в некоторых кафе:
- Места: места для чтения, места для некурящих, диван, массажное кресло, место с доступом в Интернет, место на двоих, татами, сиденья с откидной спинкой
- Компьютер: запись на компакт-диски, цветной принтер, ксерокс, телевизор, кабельное телевидение
- Удобства: душ, дартс, журналы, диски с музыкой, маникюр, стол для игры в пул, газеты, настольный теннис, солярий, маджонг

Манга-кафе открываются и в Москве, но спектр услуг отличается от оригинала: в основном предлагаются комиксы, Wi-Fi-интернет, сувениры и японские блюда. Бренд зарегистрирован на сеть кинотеатров «Формула Кино».

## Критика
В некоторых кафе за отдельную плату люди могут остаться на ночь, что в последние годы стало настоящей проблемой: по примерным оценкам, около 5 тыс. людей буквально живут в манга-кафе, используя их в качестве доступной альтернативы отелям. Таких людей, не имеющих собственного дома и часто работы, называют «беженцы интернет-кафе». Известен случай, когда мужчина пробыл в кафе целый месяц и только потом был задержан полицией, так как задолжал заведению около 150 тыс. иен (больше тысячи долларов), имея при себе только 16 иен. Всё это время тридцатисемилетний Киёси Икэда питался кофе и тостами за завтраком. Другой неназванный молодой человек, неспособный оплатить кредит за квартиру, ночевал в кафе в течение двух лет, причем, по его словам, вместе с ним там проживали около 30-и человек.
Кроме того, посетители не платят за чтение манги, а вся прибыль идёт владельцам, но не художникам или издательствам, выпускающим комиксы.